# Keiju Karashima
Keiju Karashima (født 24. juni 1971) er en tidligere japansk fodboldspiller og træner.
Han har spillet for flere forskellige klubber i sin karriere, herunder Gamba Osaka.
Han har tidligere trænet FC Gifu og SC Sagamihara.